# ノワレターブル
ノワレターブル （Noirétable）は、フランス、オーヴェルニュ＝ローヌ＝アルプ地域圏、ロワール県のコミューン。

## 地理
ノワレターブルはフォレ地方の一部である。コミューンはティエールの25km東にあり、A72（クレルモン＝フェランとサンテティエンヌをつなぐ）の4番出口の5km南にある。2011年7月11日より、リヴラドワ・フォレ地域圏自然公園の一部である。

## 由来
1095年にはNigro Stapulo、1130年にはNigro Stabuloというつづりで記されていたことが証明されている。ラテン語のnigroとは黒を意味し、Stabulumは牛舎や厩舎、拡大解釈すれば宿屋やコテージを意味する。

## 歴史
1972年10月27日の夜7時から8時の間、エールアンテール航空696便（リヨン-クレルモン＝フェラン間）のビッカース バイカウント724型機が、ノワレターブルから3km離れたヴィコンタ（ピュイ＝ド＝ドーム県）方向のピコ峰（標高1000m）に墜落した。696便は悪天候の中でクレルモン＝フェラン空港へ着陸準備中だった。事故により、乗員乗客68人中60人が死亡した。これはオーヴェルニュおよびロワール県最悪の航空機事故となった。

## 人口統計
| 1962年 | 1968年 | 1975年 | 1982年 | 1990年 | 1999年 | 2006年 | 2014年 |
| ------ | ------ | ------ | ------ | ------ | ------ | ------ | ------ |
| 1793   | 1850   | 1873   | 1838   | 1719   | 1637   | 1694   | 1626   |

参照元:1962年から1999年までは複数コミューンに住所登録をする者の重複分を除いたもの。それ以降は当該コミューンの人口統計によるもの。1999年までEHESS/Cassini、2006年以降INSEE。